# Plaza Molina (Barcelona)

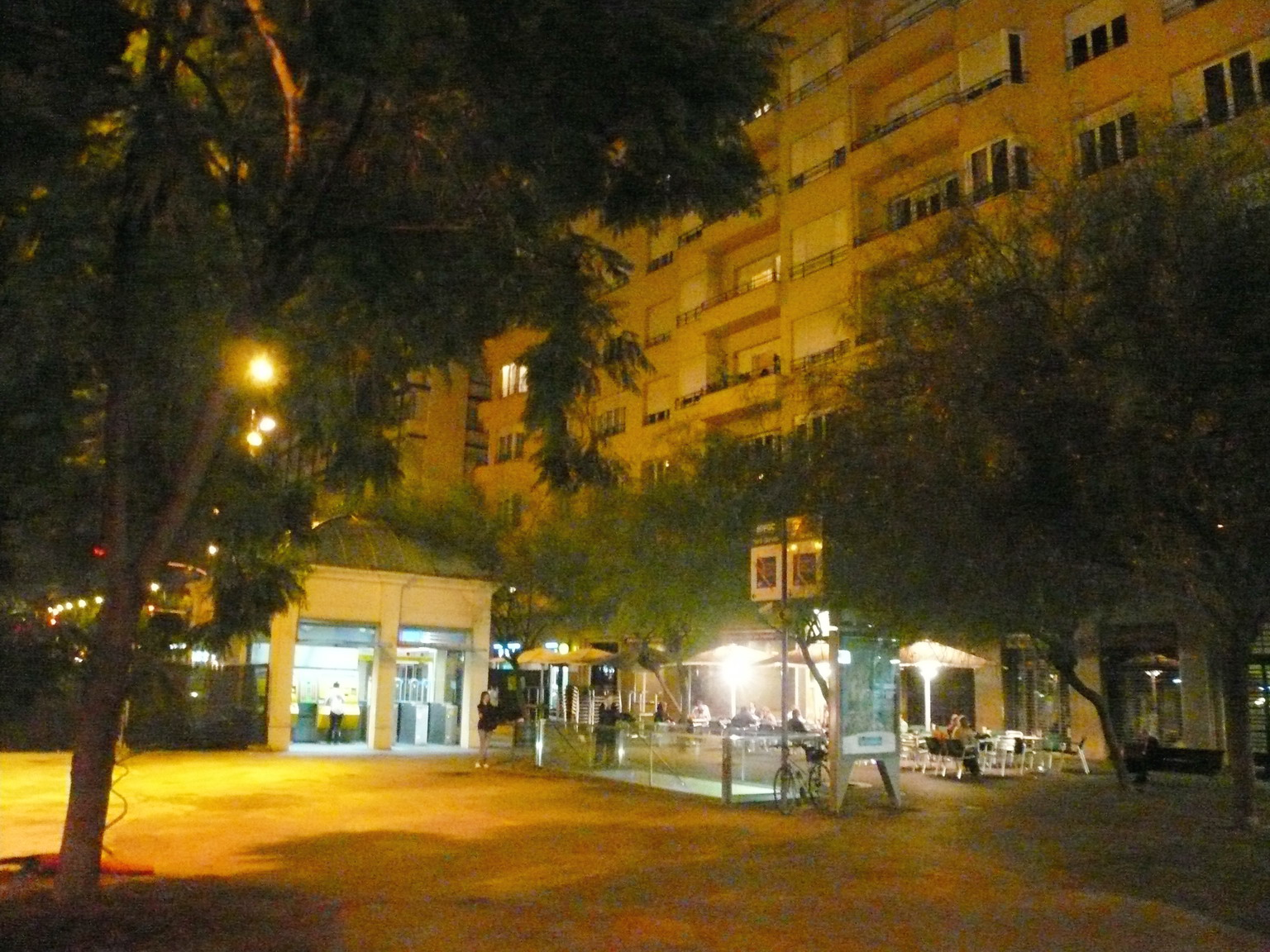
La plaza Molina de noche

La plaza de Molina (más conocida como plaza Molina) es una plaza de Barcelona (Cataluña, España) situada en el cruce de calle de Balmes y Vía Augusta. Está situada en la zona alta de Barcelona, concretamente en el distrito de Sarriá-San Gervasio en la zona limítrofe entre los barrios de Galvany y el Putxet i el Farró.
El nombre de la plaza proviene de Francisco Daniel Molina, un arquitecto del siglo XIX que restauró el Salón de Ciento del Ayuntamiento, y proyectó la Plaza Real y la apertura de la calle de la Princesa.

## Descripción
La plaza Molina y sus alrededores (calles Brusi, Sanjuanistas, Zaragoza, Guillermo Tell, Vallirana, Aribau, Muntaner, Copérnico, Descartes, Lincoln, Alfonso XII, Francolí, San Elías, etc.) son consideradas zonas habitadas por clases altas y adineradas de Barcelona donde los inmuebles son de propiedad muy antigua.
La zona esta comunicada por las estaciones de FGC de Sant Gervasi de la línea 6 y Plaça Molina de la línea 7; las líneas de autobús 16, 17, 31, 32 y 27 y taxis sobre la calle Balmes. Cuenta con una variedad de comercios tales como cafeterías, tiendas de indumentaria, joyerías, perfumerias.
En el cruce de debajo de la plaza con la calle Alfonso XII se encuentra la Casa-Museo Maragall con el Archivo Joan Maragall, donde vivió el poeta Joan Maragall (abuelo del político Pascual Maragall).